# Ardisia rubiginosa
Ardisia rubiginosa är en viveväxtart som beskrevs av Friedrich Anton Wilhelm Miquel. Ardisia rubiginosa ingår i släktet Ardisia och familjen viveväxter. Inga underarter finns listade i Catalogue of Life.